# Смертельная ловушка (фильм, 1982)
«Смертельная ловушка» (англ. Deathtrap) — камерный комедийный детектив режиссёра Сидни Люмета по одноимённой пьесе Айры Левина. Премьера фильма состоялась 19 марта 1982 года. Главные роли исполнили Майкл Кейн, Кристофер Рив и Дайан Кэннон.

## Сюжет
Сидни Брюл, автор некогда популярных детективных пьес, утратил способность заинтересовывать читателя. Получив по почте рукопись одного из своих студентов Клиффорда Андерсона, он понимает, что у него в руках шедевр. Сидни посвящает свою жену Майру в план убийства молодого дарования и присвоения себе его будущей славы. Супруга писателя нехотя соглашается.
Ничего не подозревающий Клиффорд приезжает в гости к своему кумиру. Однако для Майры всё оборачивается не так, как обрисовал ей муж. Оказывается, они с Клиффордом давние любовники и спланировали убийство жены писателя, чтобы на его основе написать новую пьесу.
После похорон Майры молодой человек живёт в доме Сидни под видом его секретаря. Однажды Брюл обнаруживает, что его молодой любовник пишет свою собственную пьесу, которая оказывается лучше их совместной истории. Теперь в планах Сидни — настоящее убийство Андерсона. Однако в его дела постоянно суёт нос некая ясновидящая Хельга Провинциалка.

## В ролях
- Майкл Кейн — Сидни Брюл
- Кристофер Рив — Клиффорд Андерсон
- Дайан Кэннон — Майра Брюл
- Айрини Уорт — Хельга Провинциалка
- Генри Джонс — Портер Милгрим
- Джо Сильвер — Сеймур Старджер

## Награды и номинации

### Номинации
- 1983 Премия «Сатурн»
  - Лучший актёр — Кристофер Рив
  - Лучший хоррор-фильм
  - Лучшая актриса второго плана — Айрини Уорт
  - Лучший сценарий — Джей Прессон Аллен
- 1983 Кинофестиваль Mystfest
  - Лучший фильм
- 1983 Премия «Золотая малина»
  - Худшая актриса второго плана — Дайан Кэннон